# Tipula yellowstonensis
Tipula yellowstonensis är en tvåvingeart som beskrevs av Alexander 1946. Tipula yellowstonensis ingår i släktet Tipula och familjen storharkrankar. Inga underarter finns listade i Catalogue of Life.